# 林美虹
林美虹（英語：Lin Mei-Hong，1959年—），臺灣編舞家。早年為蘭陽舞蹈團成員，後至義大利、德國學習舞蹈。曾任德國普倫歌劇院舞團、多特蒙德歌劇院舞團總監及达姆施塔特州立剧院舞蹈劇場藝術總監。2013年起，擔任奧地利林茲國家劇院舞團（TANZLIN.Z）藝術總監。林美虹16歲時便出國闖蕩，旅居國外至今已40餘年。

## 早年生活
林美虹出生於宜蘭縣羅東鎮，父親是一名小鎮醫生，在家中七個小孩之中排行第六。童年時期，她和三個姐姐即學習芭蕾舞和鋼琴，但只有她堅持下來，並以此為志業。
10歲時加入秘克琳神父創辦的蘭陽舞蹈團，是第一期學員。出於對舞蹈的熱愛，她一頭栽進緊湊忙碌的舞團生活，甚至連與家人外出的時間都沒有。
16歲時以獎學金赴義大利羅馬國家舞蹈學院就讀，主修古典芭蕾。原本計劃完成學業後回到舞團任教，24歲時受德國表現主義舞蹈先驅碧娜·鮑許之作品《家在山的那邊》啟發，前往德國福克旺藝術學院向其進修，並於1989年畢業。
1990年，31歲的林美虹與劇院總監Bernhard Helmich結婚，並決定留在劇院系統完整、軟硬體周全的德國繼續發展彼此的事業。

## 職業生涯
1991年至1992年間，林美虹擔任德國普倫歌劇院（Theater Plauen）芭蕾總監。開始編舞生涯時即執導歐陸經典作品，包括莎士比亞的《馬克白》、《羅密歐與茱麗葉》等。 
1997至2002年，擔任多特蒙德歌劇院芭蕾藝術總監。
1999年，她首次返臺，為劇作家游源鏗的《噶瑪蘭公主》編舞，該故事以蘭陽平原的神話為底本，首演四場，被喻為是宜蘭版的《羅密歐與茱麗葉》。
2003年，執導音樂劇作曲家洛伊·韋伯與班·艾爾頓共同創作的音樂劇《美麗遊戲》。她以編舞家身份成功執導音樂劇之舉，引來許多劇評家好評。
2004/05季度直到2014年年間，擔任德國达姆施塔特州立剧院舞團舞蹈總監。
2005年，46歲，為德國艾福特劇院（Theater Erfurt）《教堂階梯音樂節》編導音樂劇。該劇改編自洛伊·韋伯的搖滾音樂劇作《萬世巨星》，十四場演出，皆吸引數千觀眾到場，林美虹的編導實力又再次受到肯定。
2006年時獲選為德國年度藝術家。
2013年，開始於奧地利林茲國家劇院舞團（TANZLIN.Z）擔任藝術總監。在身兼德國、奧地利兩地職務的一年間，她開始將藝術創作重心逐漸轉往奧地利。
2017年，58歲，獲德國劇院藝術聯盟舞評家柴丘克博士推選並獲選該年度編舞家。

## 編導作品
- 《噶瑪蘭公主》（1999）[3]
- 《美麗遊戲》（The Beautiful Game）（2003）
- 《白蓮達之家》（Das Haus der Bernarda Alba）（2004）[6]
- 《馬克白》（Macbeth）（2004）[6]
- 《萬世巨星》（Jesus Christ Superstar）（2005）[3]
- 《給茱麗葉的信》（The Juliet Letters）（2006）（音樂劇，改編自英國作曲家埃爾維斯‧科斯特洛1993年的《給茱麗葉的信》專輯）[3]
- 《眼淚之泉》（Ainadamar）（2007）
- 《勿忘我》（Vergiss mein nicht）（2007）
- 《北方旅館》（Hôtel du Nord）（2008）[7]
- 《布蘭詩歌》（2008）
- 《天鵝之歌》（Schwanengesang）（2009）（改編自比利時作家羅登巴赫1892年的小說《布魯日・死城》）[8][2]
- 《新娘妝》（Die Brautschminkerin）（2010）（以李昂的小說《彩妝血祭》為發想）
- 《羅密歐與茱麗葉》（2012）[9]
- 《歐菲爾與尤利迪斯》（2016）
- 《天鵝湖－柴可夫斯基的悲愴人生》
- 《小美人魚》（2018）（改編自安徒生童話故事）[10]
- 《公主的生日》（2018）[10]
- 《樂音繚繞》（2018）

## 獲獎紀錄
- 2011年《新娘妝》入圍德國浮士德獎。[11]
- 2012年《羅密歐與茱麗葉》入圍德國浮士德獎。[12]
- 2013年《布蘭詩歌》入圍奧地利音樂舞台劇獎（Österreichischer Musiktheaterpreis）之「最佳舞蹈藝術作品」。
- 2016年《歐菲爾與尤利迪斯》獲韓國大邱國際音樂藝術節「最佳藝術作品」大獎。
- 2017年《天鵝湖－柴可夫斯基的悲愴人生》獲奧地利國家音樂舞台劇獎「最佳芭蕾舞蹈作品」。[13]
- 2017年《新娘妝》獲得德國劇院藝術聯盟評選為「年度最佳作品」。[14]
- 2018年《小美人魚》獲奧地利國家音樂舞台劇獎「最佳整體舞蹈藝術作品」。[15]
- 2019年《樂音繚繞》入圍奧地利國家音樂舞台劇獎。[16]
- 2019年林美虹與奧地利林茲國家劇院以《馬克白》獲選年度最佳舞團。[17]

## 評價
旅外多年，林美虹所編排出的舞劇都仍有明顯的東方元素，且她融匯了傳統、古典芭蕾與現代舞，這樣多元交融的創作，往往使當代歐洲藝界驚艷。從藝多年，她從編舞到導演皆嘗試過，她說：「激發我所有創作的源頭是來自於『感動』，文字、音樂、日常生活中的感動，觀察到的人事物片段與感觸，都是創作素材。」
2009年，德國國家電臺將林美虹當時領導的達姆國家劇院舞蹈劇場評選為德國三大舞蹈劇場之一，德國《法蘭克福廣訊報》也稱讚她：「賦予了舞蹈劇場全新的生命」，重量級舞評修斯特亦在《法蘭克福廣訊報》上盛讚林美虹的作品可與李安電影齊名，認為兩者皆充滿引人入勝、令人難忘。
與林美虹熟識的臺灣作家李昂認為，舞蹈劇場中具有燈光、服裝、布景、聲音、肢體動作等多種元素，但真正關鍵性的元素乃是情感是否足夠強烈，而林美虹身為一位女性編舞家，其舞作更是扣人心弦。她說：「美虹更希望能作為一種管道，經由她，讓臺灣的年輕舞者與歐洲的舞劇界接軌，她的舞團就有一位來自雲門的舞者。」
僅管獲得外界的許多讚譽，林美虹仍然認為創作者需要時時不忘提醒自己回歸初衷。每一次新作首演之夜，她必定與觀眾一起坐在臺下，抽離創作者身份，重新審視自己作品。她認為「最嚴苛的評語，永遠發自創作者的心裡」。

## 外部連結
- Mei Hong Lin （页面存档备份，存于） 林茲國家劇院